# Roccalumera
Roccalumera – miejscowość i gmina we Włoszech, w regionie Sycylia, w prowincji Mesyna.
Według danych na rok 2004 gminę zamieszkiwały 4032 osoby, 504 os./km².